# Héctor Real (ur. 1956)
Héctor Real Casillas (ur. 20 stycznia 1956 w Guadalajarze) – meksykański trener piłkarski, obecnie asystent trenera Guadalajary.
Jest młodszym bratem innego meksykańskiego trenera, José Luisa Reala.
Real podczas kariery piłkarskiej reprezentował barwy drużyny Chivas de Guadalajara, jednak nigdy nie wystąpił w oficjalnym meczu pierwszego zespołu i grał w drugoligowych rezerwach klubu.
Karierę trenerską rozpoczął razem ze swoim bratem, José Luisem, w drużynie Club Atlas z siedzibą w mieście Guadalajara. Pełnił tam kolejno funkcje trenera juniorów, rezerw, asystenta i tymczasowego szkoleniowca seniorskiego składu. Później został zatrudniony przez Meksykański Związek Piłki Nożnej na stanowisku selekcjonera reprezentacji U–17. W latach 2004–2005 towarzyszył bratu w klubie Dorados de Sinaloa, gdzie dostał posadę asystenta trenera pierwszego zespołu i koordynatora grup juniorskich. W 2009 roku bracia Real zostali zatrudnieni w swojej macierzystej drużynie C.D. Guadalajara. José Luis objął funkcję szkoleniowca dorosłego zespołu, natomiast Héctor najpierw asystował mu w prowadzeniu seniorów, jednocześnie prowadząc trzecio– i czwartoligowe rezerwy, a później został koordynatorem i głównym trenerem w akademii juniorskiej. W październiku 2011 José Luis Real został zwolniony ze stanowiska pierwszego trenera, a Héctor Real zaczął pełnić funkcję asystenta nowego szkoleniowca seniorów, Fernando Quirarte.